# Suqour al-Ezz
Suqour al-Ezz (en árabe: كتيبة صقور العز), también escrito como Suqour al-Izz, fue un grupo paramilitar conformado principalmente por yihadistas saudíes que han estado activos durante la Guerra Civil Siria.
Fundado en febrero de 2013, debido a disputas personales con el Estado Islámico de Irak y el Levante y el Jabhat Fateh al-Sham, Suqour al-Ezz operaba originalmente como un grupo yihadista independiente, mientras seguía colaborando en el cambo de batalla con otras facciones. Sin embargo, en enero de 2014, el grupo se anexionó a Jabhat Fateh al-Sham.